# Peräa

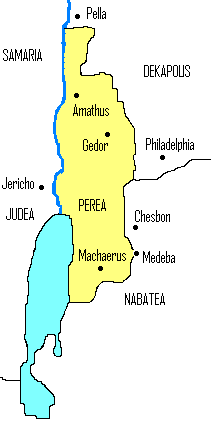
Peräa

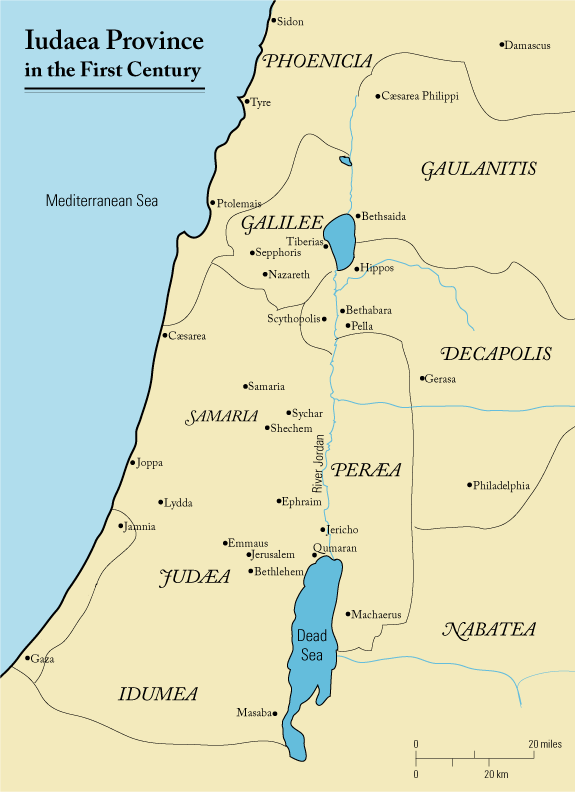
Peräa und die umliegenden Provinzen im 1. Jahrhundert n. Chr.

Peräa (altgriechisch Περαία Peraia ‚das jenseitige Land‘, lateinisch Peraea) ist der Name einer der vier Regionen des antiken Judäa  östlich des Jordangrabens.

## Lage
Peräa erstreckte sich südlich des See Genezareths bis zum Toten Meer. Die Nordgrenze Peräas verlief laut Flavius Josephus südlich der Stadt Pella in Dekapolis, die Ostgrenze westlich von Gerasa, heute Jerash, und Philadelphia, heute Amman. Die Südgrenze verlief entlang des Machaerus, die Westgrenze entlang des Jordans. Die Gebiete um Chesbon und Madaba, die unter Alexander Jannäus in das jüdische Reich eingegliedert worden waren, gehörten vermutlich seit dem Tod Herodes des Großen nicht mehr zu Peräa. Im Süden und Osten grenzte Peräa an das Gebiet der Nabatäer.
Das Gebiet von Peräa bestand hauptsächlich aus Wüste. Nur ein kleiner Teil eignete sich zum Anbau von Oliven, Wein und Datteln. Die wichtigsten Städte waren Amathous und Gadara.

## Geschichte

### Gilead
Das Gebiet von Peräa war in früherer Zeit Teil von Gilead. Von 733 v. Chr. an gehörte das Gebiet zum Assyrischen Reich, danach zum Persischen Reich. Nach der Eroberung durch Alexander den Großen kam es zu griechischen Städtegründungen. Bis ungefähr 200 v. Chr. gehörte das Gebiet zum ptolemäischen, danach zum seleukidischen Reich. Die Einwohner Peräas zu dieser Zeit waren vor allem nichtjüdischer Abstammung.

### Hasmonäer
Während des Makkabäeraufstands waren Judas Makkabäus und seine Brüder mehrere Mal im Gebiet von Peräa aktiv, was zu Spannungen zwischen der überwiegend nichtjüdischen Bevölkerung und der jüdischen Minderheit führte. Nach Entstehung des jüdischen Hasmonäerstaats vergrößerte Johannes Hyrkanos I. den jüdischen Einfluss in Peräa. Dennoch dauerte es noch bis zur Herrschaft von Alexander Jannäus, dass Gadara und Amathous nach Belagerung durch die Hasmonäer erobert wurden. Im Jahre 88 v. Chr. gliederte Alexander Jannäus auch den Rest Peräas in den  Hasmonäischen Staat ein.

### Herodianer
Im Jahre 57 v. Chr., nicht lange nachdem Pompeius Jerusalem für die Römer eingenommen hatte, machte sein Legat Aulus Gabinius Peräa zu einem der fünf Distrikte des jüdischen Landes mit einem eigenen Verwaltungszentrum in Amathous. Als seine Amtszeit abgelaufen war, wurde Gadara die Hauptstadt Peräas. Als Herodes der Große 37 v. Chr. zum König über das jüdische Land wurde, wurde auch Peräa zu seinem Herrschaftsgebiet gerechnet. Herodes ernannte Pheroras zum Gouverneur über Peräa. Kaiser Augustus verlieh Pheroras auf Ersuchen Herodes’ den Titel Tetrarch, wodurch Peräa kurzzeitig eine eigenständige Tetrarchie innerhalb des jüdischen Landes bildete.
Nach dem Tode Herodes’ im Jahre 4 v. Chr. wurde Peräa bis 39 n. Chr. von Herodes Antipas regiert, der Johannes den Täufer in der Festung Machaerus enthaupten ließ. Von 39–44 n. Chr. regierte Herodes Agrippa I. das Gebiet. Zu  dieser Zeit wurde Peräa als Teil des jüdischen Landes betrachtet. Da es zum Passahfest immer wieder zu Spannungen zwischen Juden und Samaritanern kam, zogen viele Juden aus Galiläa es vor, nicht durch Samarien, sondern durch Peräa nach Jerusalem zu reisen.

### ProvinzIudaea
Nach Agrippas Tod wurde Peräa zusammen mit einigen anderen Gebieten zur Provinz Iudaea zusammengefasst, die durch römische Prokuratoren verwaltet wurde. Im Jahre 54 n. Chr. (bei Neros Thronbesteigung) wurde der nördliche Teil Peräas dem Reich Herodes Agrippas II. hinzugefügt. Der südliche Teil Peräas blieb Teil der Provinz Judäa. Folgende Prokuratoren von Judäa verwalteten damit auch Peräa:
- Cuspius Fadus (44–46)
- Tiberius Julius Alexander (46–48)
- Ventidius Cumanus (48–52)
- Marcus Antonius Felix (52–60)
- Porcius Festus (60–62)
- Lucceius Albinus (62–64)
- Gessius Florus (64–66)

Während des Jüdischen Kriegs (66–70 n. Chr.) erhob sich auch Peräa gegen die römische Herrschaft. Kaiser Vespasians Eingreifen im Jahre 68 führte zu einem Flüchtlingsstrom von Peräa nach Jericho in Judäa. Nach Ende des Krieges wurde der südliche Teil Peräas in die Provinz Syria eingegliedert. Nach dem Tode Herodes Agrippas II. im Jahre 98 wurde auch der nördliche Teil Peräas in die Provinz Syria integriert.